# Hanns Altermann
Hanns Richard Altermann (* 8. Juli 1891 in Dresden; † 8. September 1963 in Düsseldorf) war ein deutscher Buchhändler, Redakteur, Journalist und Verleger.

## Leben
Er wurde als Sohn des Eisenbahnsekretärs Edwin Leopold Altermann und dessen Ehefrau Mathilde geborene Dressler in der Hauptstadt des Königreichs Sachsen geboren. Dort besuchte er die Volksschule und das Reform-Realgymnasium. Anschließend nahm Altermann eine Buchhändlerlehre in Dresden auf. Als Gehilfe war er danach in verschiedenen Buchhandlungen in Nürnberg, Hamburg und Düsseldorf tätig. Letztere Stadt wählte er zuletzt zu seinem Lebensmittelpunkt, nachdem er zwischenzeitlich von 1912 bis 1914 als Redakteur in Ludwigshafen gearbeitet hatte.
Nachdem Hans Altermann einige Zeit in Düsseldorf auch als Werbefachmann tätig gewesen war, gründete er den Lichtkampf-Verlag Hanns Altermann. Als Verleger arbeitete er dabei u. a. mit dem Schriftsteller Robert Theuermeister und mit Lotte Herrlich zusammen, deren Akt-Aufnahmen er publizierte.
1920 wechselte Hanns Altermann als Verleger nach Heilbronn, 1922 von Heilbronn nach Kettwig. Er betätigte sich auch als Herausgeber von Büchern und Zeitschriften, für die er selbst zahlreiche Beiträge über Literatur, Jugendbewegung und Erziehungswissenschaften verfasste, darunter von 1924 bis 1925 die literarische Zeitschrift Die Bewegung.
1926 stellte Hanns Altermann die Arbeit seines Lichtkampf-Verlages ein und arbeitete fortan für die Firma Henkel & Cie., für die er u. a. als Schriftleiter die Blätter vom Hause Henkel herausgab.
1951 schrieb Hanns Altermann die Selbstbiographie Vom Handlungsreisenden zum Verkaufsdirektor. Er starb Anfang September 1963 in Düsseldorf.

## Familie
Hanns Altermann heiratete 1915 Elisabeth, geborene Kossakowski.